# Hammerum Herred
Hammerum Herred var det østligste og største herred i Ringkøbing Amt. Det hed i Kong Valdemars Jordebog Hamrum- og Hambrumhæreth, og hørte i middelalderen under Hardsyssel. Senest omkring år 1500 kom det under Lundenæs Len, og fra 1660 Lundenæs Amt, som i 1671 blev forenet med Bøvling Amt, indtil det i 1794 kom under det da oprettede Ringkøbing Amt.
Hammerum Herred grænsede mod nord til Ginding og Hjerm Herreder, mod vest til Ulfborg Herred og Bølling Herred, mod syd til Nørre Horne Herred og mod sydøst og øst til Vejle Amt (Nørvang Herred), Aarhus Amt (Vrads Herred) og Viborg Amt (Hids og Lysgård Herreder). Herredet, der var landets største, var omtrent lige så stort som Lolland.
Tidligere hørte hele Bording Sogn og størstedelen af det senere Ilskov Sogn til Ginding Herred, men sognene blev 6. januar 1832 afstået til Hammerum Herred.

## Sogne i Hammerum Herred
- Arnborg Sogn
- Assing Sogn
- Avlum Sogn
- Bording Sogn
- Fredens Sogn (Ej vist på kort)
- Gjellerup Sogn
- Gullestrup Sogn (Ej vist på kort)
- Haunstrup Sogn
- Hedeager Sogn (Ej vist på kort)
- Herning Sogn
- Ikast Sogn
- Ilderhede Sogn (Ej vist på kort)
- Ilskov Sogn
- Isenvad Sogn (Ej vist på kort)
- Kollund Sogn (Ej vist på kort)
- Kølkær Sogn (Ej vist på kort)
- Mejdal Sogn
- Nøvling Sogn (Ej vist på kort)
- Rind Sogn
- Sankt Johannes Sogn (Ej vist på kort)
- Simmelkær Sogn
- Sinding Sogn
- Skarrild Sogn
- Snejbjerg Sogn
- Studsgård Sogn
- Sunds Sogn
- Sønder Felding Sogn
- Tjørring Sogn
- Tvis Sogn
- Vildbjerg Sogn
- Ørre Sogn